# Осада Монса (1572)
Осада Монса — осада города Монс, столицы графства Эно (современная Бельгия), в период с 23 июня по 19 сентября 1572 года в рамках Восьмидесятилетней войны, Англо-испанской войны (1585—1604) и Четвёртой гугенотской войны. Весной 1572 года, после захвата Валансьена, протестантские силы Людвига Нассауского продолжили свое наступление и взяли Монс 24 мая. После трех месяцев осады и поражений армий Адриана де Анжеста, сеньора де Жанлис, и Вильгельма Оранского испанская армия во главе с доном Фернандо Альваресом де Толедо, герцогом Альба ("Железным герцогом"), генерал-губернатором испанских Нидерландов, и его сыном, доном Фадрике де Толедо, оставила силы Людвига Нассауского без всякой надежды на помощь. Монс сдался герцогу Альба 19 сентября.

## Предыстория
В начале мая 1572 года Людвиг Нассауский, один из главных командиров голландских повстанческих сил, ободренный захватом Брилле (1 апреля), при поддержке лидера французских гугенотов Гаспара де Колиньи, вторгся в Испанские Нидерланды с армией, составленной из немецких, английских, шотландских и французских солдат, и занял Валансьен 21 мая. 23 мая Людвиг прибыл к Монсу с 1000 пехоты и 500 всадников, которые расположились в окрестностях города. На следующий день, после выяснения графика открывания ворот Монса, Людвиг неожиданно ворвался в город во главе кавалерии, а затем, собрав оставшиеся силы, разгромил небольшой испанский гарнизон. Людвиг взял контроль над городом, а несколько дней спустя получил подкрепления в виде 4500 пехоты и кавалерии под командованием графа Монтгомери.
Когда новость дошла до испанской штаб-квартиры, дон Фернандо Альварес де Толедо, герцог Альба, генерал-губернатор Испанских Нидерландов и главнокомандующий испанскими силами, послал своего сына дона Фадрике с 4000 солдат  (еще 16,000 солдат шли с севера), чтобы вернуть Монс. 23 июня Фадрике прибыл к Монсу и осадил город. Кроме того, в начале июня герцог Альба во главе основной части испанской армии отбили Валансьен после слабого противодействия протестантского гарнизона, лишив повстанцев и их французских союзников одной из их основных баз.
В то же время, Вильгельм I Оранский завербовал в Германии армию из 14,000 пехоты и 3000 кавалерии (11000 пехоты и 6000 конницы, по другим источникам) и 7 июля пересек Рейн, вступив в Нидерланды.

## Осада

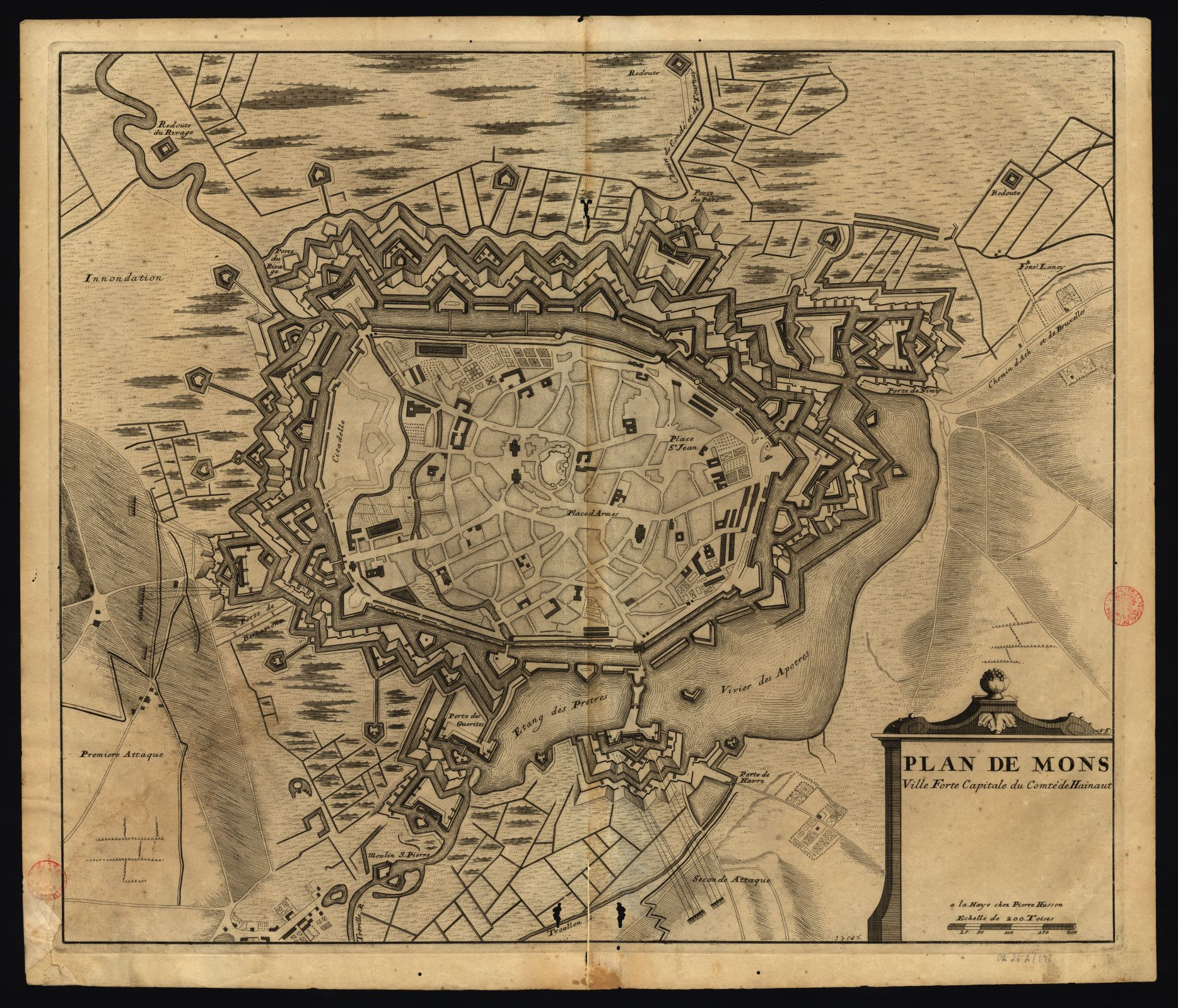
Карта укреплений Монса.

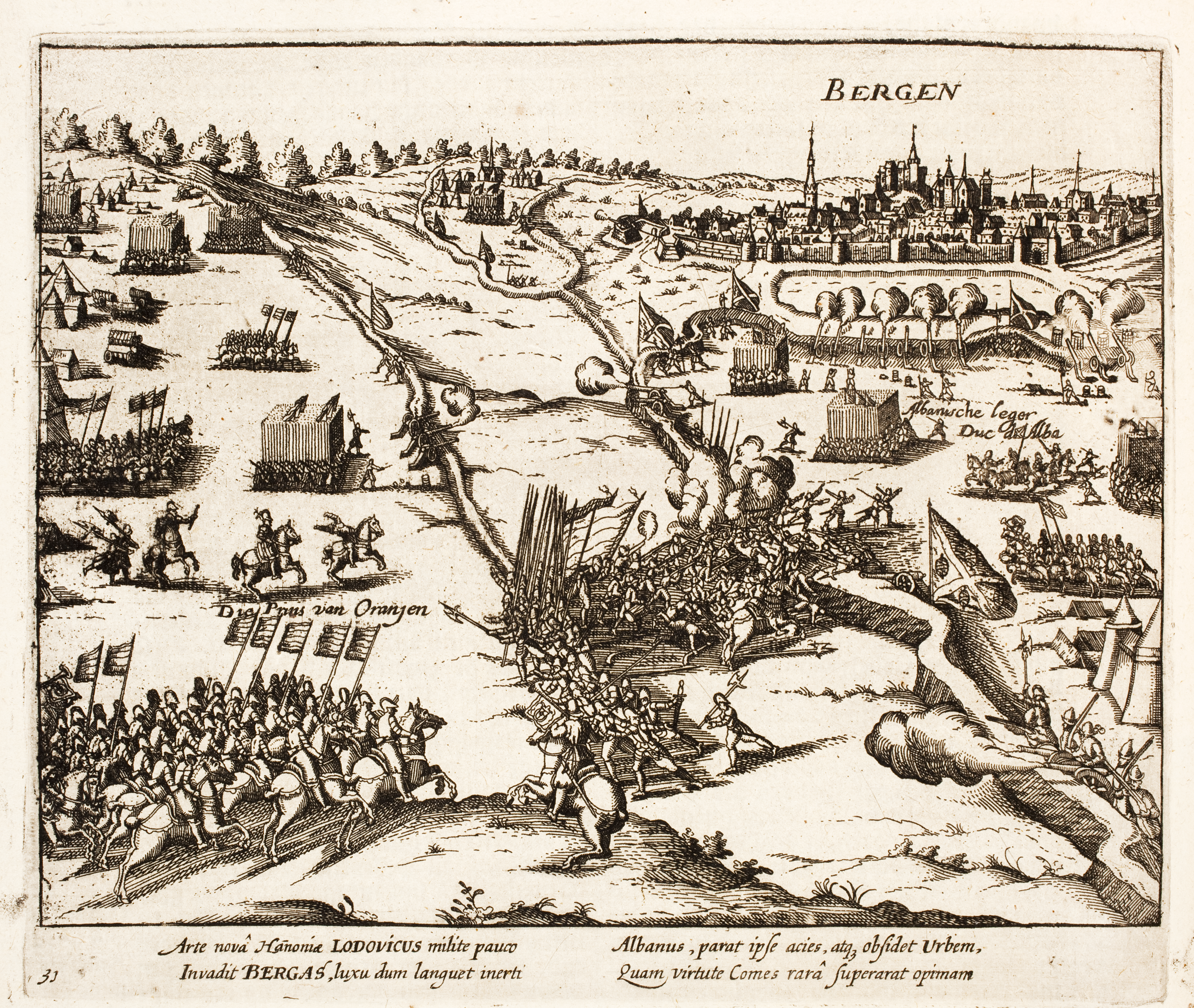
Осада Монса герцогом Альба, 1572. Nederlantsche Oorloghen.

Людвиг Нассауский, узнав о приближении Вильгельма (своего брата), послал Адриана де Анжеста, сеньора де Жанлиса, во Францию для сбора подкреплений, и в середине июля Жанлис с армией из 10000 человек вновь пересек границу и двинулся в сторону Монса. Людвиг послал сообщение Жанлису, приказав тому присоединиться к армии Вильгельма Оранского, но Жанлис проигнорировал сообщение и выступил против испанцев.

### Битва при Сен-Гислене
19 июля Жанлис и его силы встали лагерем вблизи Монса, на равнине. Дон Фадрике, заметив врага, продвинулся к нему с 4000 пехоты, 1500 кавалерии и 3000 вооруженных жителей деревни. Жанлис послал отряд на разведку, но увидев приближение испанских войск, начал в беспорядке отступать в лагерь. Испанская конница без промедления атаковала французскую пехоту, в то время как тылы испанцев защищала кавалерия дона Бернардино де Мендосы. Нападение вызвало панику среди французских гугенотов, а испанская пехота разгромила французскую. Армия Жанлиса была полностью разгромлена. Около 2000 французских солдат были убиты или ранены, 700 пленены, в том числе 70 дворян и офицеров. Командир французской армии Адриан де Анжест также был захвачен в плен и отправлен в Антверпен. Капитан Франсиско де Бобадилья удостоился чести принести весть о победе королю Филиппу II.
Между тем принц Оранский со своей новой армией продолжал продвигаться к Монсу. 23 июля, после захвата Рурмонда, его войска взбунтовались. 27 августа, получив гарантии оплаты своих услуг, наемники Вильгельма продолжили движение к Дисту, Термонде, Оуденарде и Нивелю.

### Варфоломеевская ночь
11 августа Гаспар де Колиньи, с одобрения короля Карла IX, написал Вильгельму Оранскому, что он в ближайшее время двинется с армией в Нидерланды. Тем не менее, в итоге Карл IX струсил, опасаясь испанского вторжения и католического бунта, возможного в случае вторжения в Испанские Нидерланды. 23 августа состоялась резня гугенотов в Париже - Варфоломеевская ночь. Когда новость о резне дошла до Нидерландов, боевой дух протестантских войск (особенно в армии Людовика Нассауского в Монсе) серьезно упал, в то время как в испанском лагере эти известия были отмечены кострами и иллюминацией, католическое население пело гимны в честь "самого христианского короля Франции".
В начале сентября дон Фернандо, герцог Альба (который, хоть и был защитником католицизма, назвал резню злодеянием), прибыл к Монсу с подкреплением и принял командование операцией. Принц Оранский продолжал наступать через Нидерланды, и некоторые города и деревни были вынуждены открыть ему ворота из страха, хотя некоторые из них, такие как Лёвен, отказали войскам Вильгельма вступить в город. 10 сентября Вильгельм прибыл к Монсу, и Альба расположил свои войска для возможного нападения.

### Армия Вильгельма Оранского

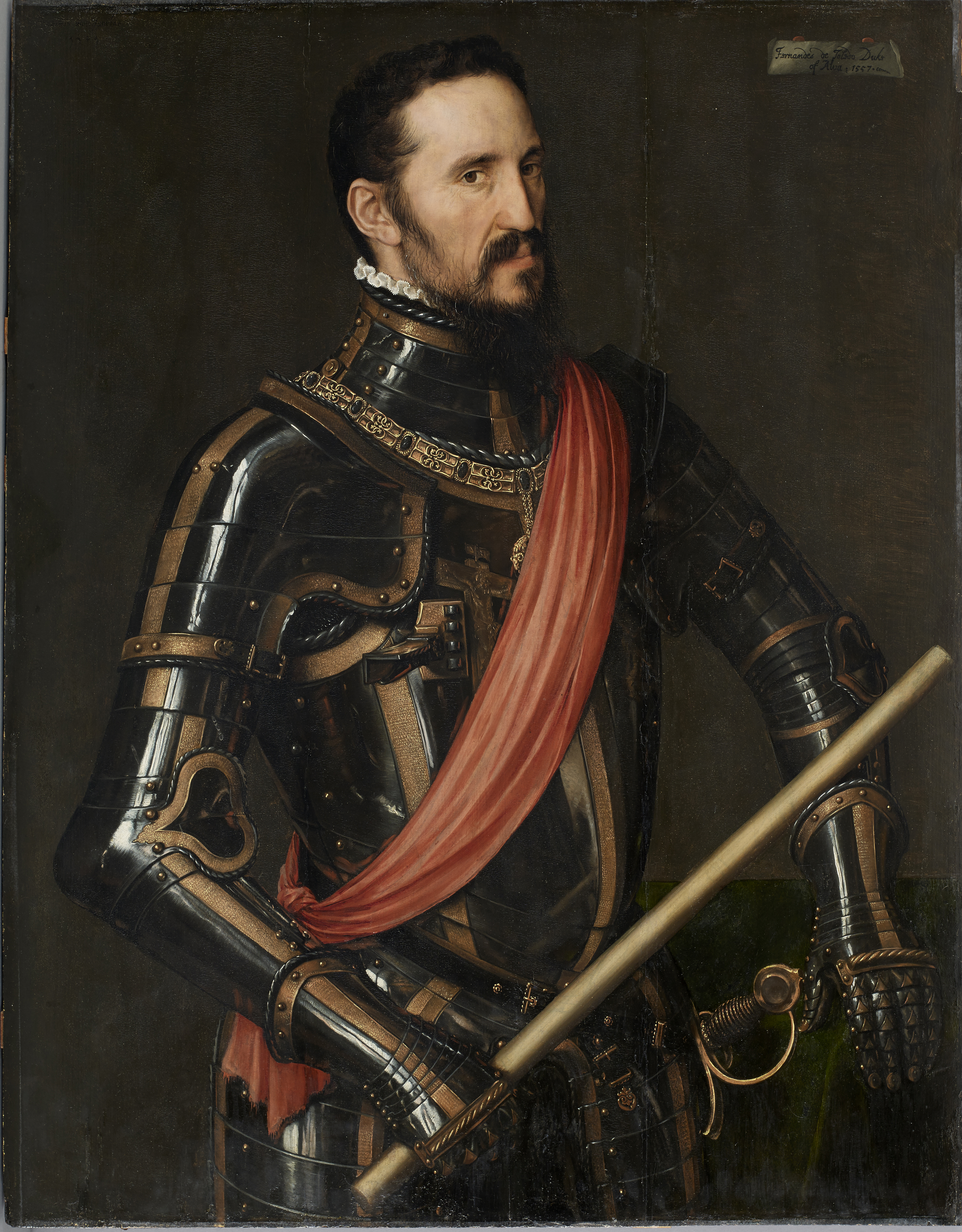
Герцог Альба, худ. Антонис Мор.

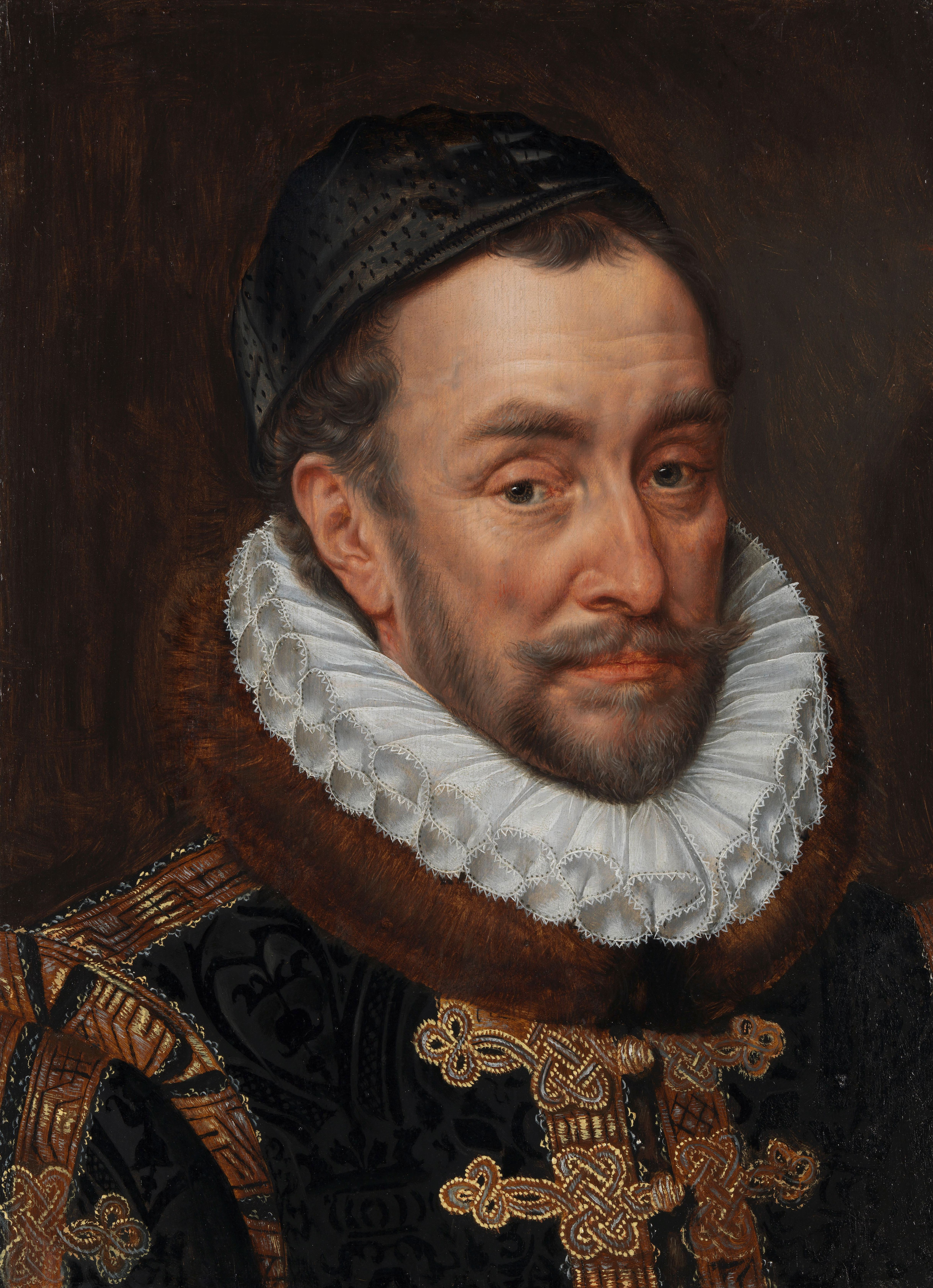
Вильгельм I Оранский, лидер голландского восстания.

В тот же день, как и следовало ожидать, кавалерия Оранского атаковала фланг испанской армии, но была отбита испанскими аркебузирами, которыми командовал герцог Мединачали, вызвав множественные потери среди кавалерии Вильгельма. После неудачной атаки Вильгельм отступил в село Арминьи, в лиге от Монса.
В ночь на 11 сентября испанский командир Хулиан Ромеро атаковал лагерь Вильгельма Оранского во главе 600 аркебузиров. В этом рейде были убиты 600 повстанцев и только 60 испанцев. Сто лошадей были взяты в плен, а большая часть палаток и обоза была разрушена и сожжена. В ходе акции Вильгельм крепко спал и был спасен лаем своего спаниеля, который спал рядом с ним.
С тяжелым сердцем Вильгельм писал своему брату Людвигу Нассаускому о своей неспособности деблокировать Монс. Вильгельм отступил со своей армией в Нивель и Мехелен, где большая часть его наемного войска разбежалась из-за проблем с уплатой жалования. После этого Вильгельм вернулся почти в одиночку в Голландию, единственную провинцию, которая до сих пор оставалась ему верна.

### Падение города
После поражения армии французских гугенотов Адриана де Анжеста и вывода армии Вильгельма Оранского Людвиг Нассауский оказался изолированным в Монсе. Даже французские гугеноты под его командованием восстали. 19 сентября Людвиг сдал Монс герцогу Альба, условия капитуляции были согласованы между голландцами и испанцами.

## Последствия

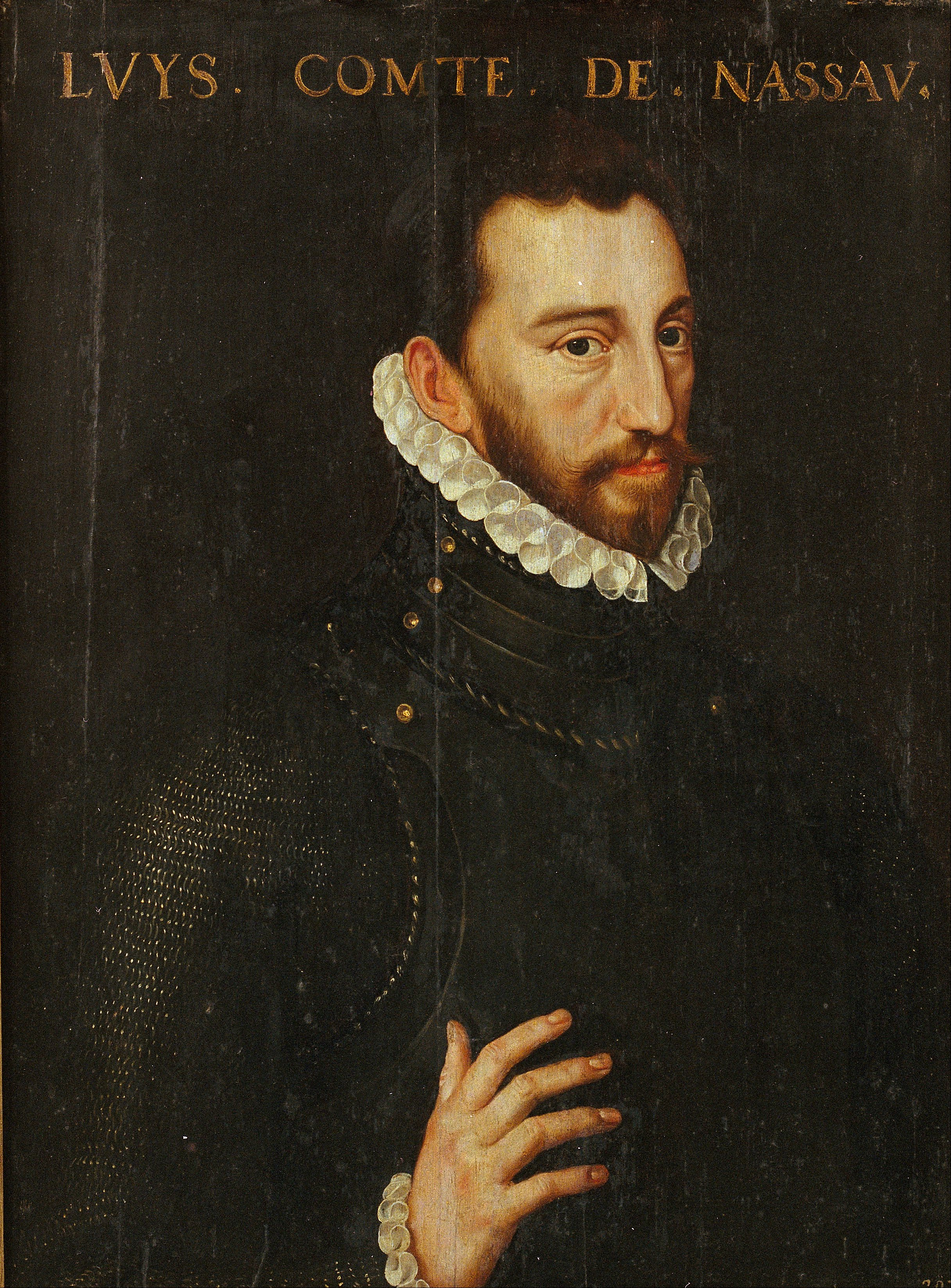
Людвиг Нассауский

Людвиг Нассауский получил от герцога Альбы гарантии безопасности. Город будет эвакуирован 21 сентября, а 24 сентября герцог Альба вошел в Монс.
Все города, которые признали до того власть принца Вильгельма Оранского, многие из-за страха перед репрессиями, вернулись к присяге верности герцогу Альба. Герцог Альба продвинулся к Мехелену, одному из городов, которые оказали поддержку армии Оранского, и где принц оставил небольшой гарнизон. В отместку за помощь, оказанную городом повстанческой армии Вильгельма Оранского, а также для удовлетворения задолженности по уплате жалования солдатам, герцог приказал войскам под командованием своего сына дон Фадрике разграбить город.
После того, как дело угроза со стороны Вильгельма Оранского на юге спала, Альба послал своего сына дона Фадрике в две мятежные провинции - Гелдерланд и Голландия. Фадрике начал свою кампанию по захвату крепости-города Зутфен в Гельдерланде. 